# Dunbrodianus longicollis
Dunbrodianus longicollis is een keversoort uit de familie waaierkevers (Rhipiphoridae). De wetenschappelijke naam van de soort is voor het eerst geldig gepubliceerd in 1904 door Pic.